# Mária Ivánka-Budinsky
Mária Ivánka-Budinsky, geborene Ivánka, (* 23. Februar 1950 in Ungarn) ist eine ungarische Schachspielerin.

## Leben
Als sie vierzehn Jahre alt war, gewann sie 1964 ihre erste ungarische Meisterschaft. Während ihrer Karriere wurde sie insgesamt neun Mal Ungarischer Meister der Frauen. Die sehr gute ungarische Trainerin Éva Karakas förderte sie sehr. Auch unterstützte sie Mária regelmäßig durch Geschenke und lieh ihr Geld, damit sie Bus-Tickets kaufen konnte. Ab 1979 lebte sie für 15 Jahre in Amerika, war aber jeden Sommer für zwei bis drei Monate zu Hause in Ungarn. Im Jahre 1970 begann eine lebenslange Beziehung zu ihrem Mann, dem IT-Spezialisten, Andrew Budinszky. Die Verlobung fand im Februar 1972 statt. Sie hat drei Söhne.
Aufgrund ihrer internationalen Erfolge erhielt sie 1978 von der FIDE den Titel Großmeister der Frauen (WGM).
Ivánka-Budinsky wird bei der FIDE als inaktiv geführt, da sie seit der Mannschaftseuropameisterschaft der Frauen im November 1992 in Debrecen keine gewertete Partie mehr gespielt hat.

## Interzonenturniere

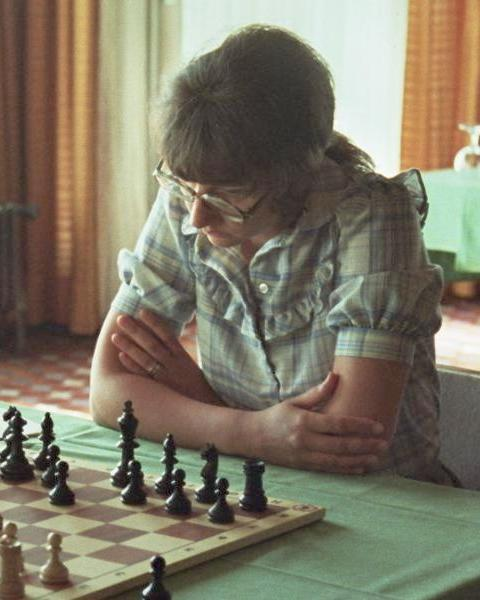
Mária Ivánka-Budinsky 1982 beim Interzonenturnier in Bad Kissingen

Sie spielte mehrere Interzonenturniere der Frauen. Das beste Ergebnis erreichte sie jeweils mit dem fünften Platz: 1971 in Ohrid und beim Interzonenturnier Tiflis 1976. 1979 spielte sie in Alicante, 1982 das Interzonenturnier in Bad Kissingen, 1985 in Schelesnowodsk und 1987 in Tuzla.

## Nationalmannschaft

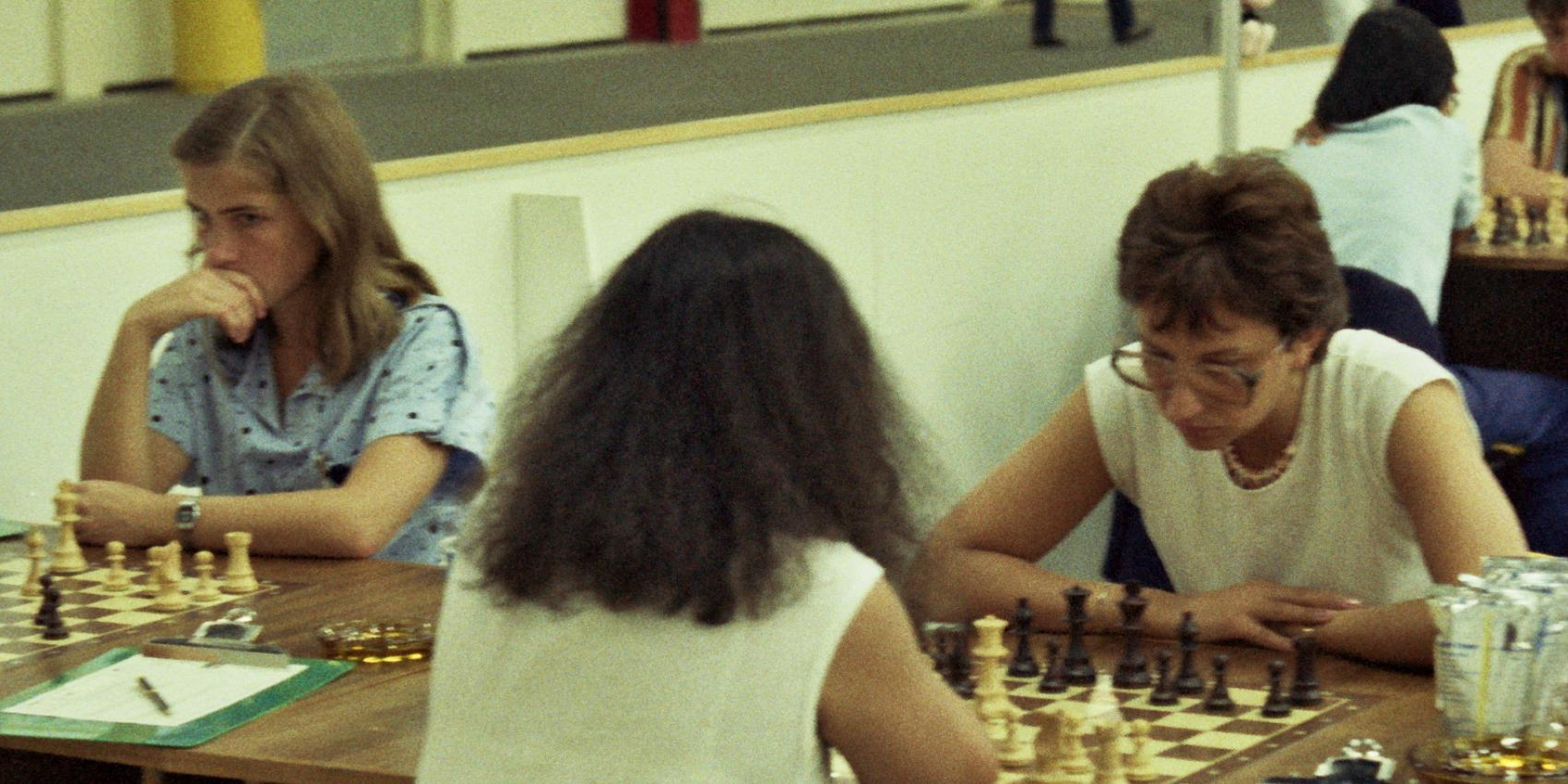
Ildikó Mádl und Maria Ivanka in Dubai

Ab der Schacholympiade 1969 in Lublin bis zur Schacholympiade 1986 in Dubai vertrat sie die ungarische Frauenmannschaft auf allen acht Schacholympiaden (dreimal am ersten Brett), an denen ihr Team teilnahm (die Schacholympiade 1976 in Haifa wurde von den Staaten des Warschauer Paktes boykottiert).
Sie gewann insgesamt elf Medaillen, darunter sechs der Mannschaft (4 Silber und 2 Bronze) und fünf für Einzelergebnisse. Es waren Gold für das beste Ergebnis am ersten Brett bei der Schacholympiade 1974 in Medellín, jeweils Silbermedaillen bei den Schacholympiaden 1978 in Buenos Aires und 1980 in Valletta, sowie zwei Bronzemedaillen.
Ivánka-Budinsky nahm 1992 an der ersten Mannschaftseuropameisterschaft der Frauen teil.

## Weitere Turniere
Zu ihren größten Erfolgen in internationalen Frauenturnieren zählen: Geteilte Erste in Vrnjačka Banja 1970, Erste in Wijk aan Zee 1971, geteilte Erste in Vrnjačka Banja 1971, Erste in Brașov 1972, geteilte Erste in Wijk aan Zee 1973, geteilte Zweite in Subotica 1976, Erste in Belgrad 1977 und Erste in Zalaegerszeg 1979.